# Годерич (Сьерра-Леоне)
Годерич или Годрич (англ. Goderich) — город на западе Сьерра-Леоне, на территории Западной области. Входит в состав Западной сельской области.

## Географическое положение
Город находится в северо-западной части области, непосредственно к югу от столицы страны Фритауна. Абсолютная высота — 14 метров над уровнем моря.

## Население
По данным переписи 1985 года численность населения города составляла 6 886 человек.
Динамика численности населения города по годам:
| 1963  | 1974  | 1985  | 2013   |
| ----- | ----- | ----- | ------ |
| 2 034 | 3 836 | 6 886 | 13 221 |

## Транспорт
Ближайший аэропорт расположен в городе Фритаун.